# Tony Succar
Antonio Guillermo Succar Tayrako (San Isidro, 18 de mayo de 1986), conocido artísticamente como Tony Succar, es un percusionista, productor discográfico, compositor, arreglista y líder de banda peruano nacionalizado estadounidense.
Fue ganador en las categorías de mejor álbum de salsa, por su álbum Más de mí, y de productor del año en los Premios Grammy Latinos de 2019.También fue nominado dos veces en la categoría mejor álbum latino tropical por su álbum en vivo Live in Peru y por su album Mimy & Tony en los Premios Grammy de 2022y en los Premios Grammy de 2024 respectivamente, además también fue ganador de los Premios Grammy de 2025 en la misma categoría, con Alma, corazón y salsa (Live at Gran Teatro Nacional), álbum grabado en vivo junto a su madre Mimy Succar en el Gran Teatro Nacional del Perú, incluyendo la colaboración con 35 músicos y artistas invitados.

## Primeros años
Succar nació en Lima, Perú. Es hijo del pianista peruano de raíces libanesas, estadounidenses y mexicanas Antonio Francisco Succar Uranga y la cantante peruana Miriam Tayrako Sakaguchi, «Mimmy Succar», por quien lleva ascendencia japonesa. Cuando tenía dos años, su familia emigró a los Estados Unidos y se estableció en Miami.
Entre sus parientes había varios músicos que alentaron a Succar a desarrollar sus propios intereses musicales. La tradición musical de la familia comenzó con sus bisabuelos paternos, el compositor mexicano Lauro D. Uranga y la bailarina de flamenco mexicana Adelina Estévez Gregory. 
Desde que tenía 3 años, Tony comenzó a tocar en The Peruvian Cajon y desde los 13, a tocar batería con la banda de sus padres cuando tocaban en bodas y otras funciones privadas y corporativas, principalmente en Miami.

## Educación
Succar asistió a Miami Sunset Senior High School en el Condado de Miami-Dade. En aquel tiempo, su objetivo era ser futbolista profesional. Jugó en varios equipos, incluido su equipo de la escuela secundaria cuando ganó el campeonato estatal de 2004.
Más tarde intentó ganar una beca de fútbol en la Universidad Internacional de Florida. Sin éxito, se postuló a la Escuela de Música de FIU. Buscando una entrevista con el instructor de batería de la escuela, terminó audicionando para el conjunto de jazz latino y fue rápidamente aceptado. Succar obtuvo un Bachelor of Arts en presentación de jazz en 2008 y una maestría en 2010.

## Carrera musical

### Hasta 2015: inicios
Succar ya tenía una carrera musical activa cuando todavía era un estudiante de pregrado. Como un joven de la universidad asumió el cargo de director musical de la banda familiar, que renombró como Mixtura.
En septiembre de 2010, lanzó un álbum grabado en su recital de graduación, un concierto en vivo con Mixtura en el Wertheim Performing Arts Center de Miami. El CD/DVD contiene una mezcla de arreglos con influencia latina de números de jazz clásicos y material original. Recibió numerosas críticas positivas, incluidas de Audiophile Audition y JazzChicago.
Después de graduarse de FIU, se convirtió en un artista residente de allí en 2012, y continuó trabajando con los estudiantes de música de la escuela en una serie de proyectos. Succar es el artista más joven en tener esta cita en FIU.

### 2015-2020:Unity: The Latin Tribute to Michael JacksonyMás de mí
Succar crea el proyecto colaborativo Unity: The Latin Tribute to Michael Jackson, un tributo musical a Michael Jackson. Unity se lanzó en 2015, con un concierto en el teatro Olympia de Miami patrocinado y transmitido por PBS TV, 360 estaciones, horario central, el viernes por la noche, y también patrocinado por Universal Music Classic, presentando a más de 100 músicos. El álbum consiguió posicionarse en el primer puesto de la lista Tropical Albums de Billboard.
En 2018, Succar recibió su primera nominación a los premios Grammy Latinos, en la categoría «mejor canción tropical», por el «Me enamoro más de ti», tema interpretado por Jean Rodríguez y primer sencillo de su álbum Más de mí. Para 2019, dicho álbum fue nominado a los Grammy Latinos como «mejor álbum de salsa» y «álbum del año», siendo ganador de la primera categoría; además, Succar fue galardonado como «productor del año» y su canción «Más de mí» fue nominada como «mejor canción tropical».
Con el objetivo de promover el turismo en el Perú, en octubre de 2020 se lanza una versión de «Cuando pienses en volver» de Pedro Suárez-Vértiz, que cuenta con la interpretación de Renata Flores, Lucho Quequezana, Ezio Oliva, Daniela Darcourt, Bartola, Guillermo Bussinger, Sonia Morales y Christian Yaipén, bajo la producción y música de Succar.

### 2021-presente:Live in Peru, Mimy & Tony, Alma, corazón y salsa (Live at Gran Teatro Nacional)
En enero de 2021, fue anunciado como juez de la vigesimonovena temporada del programa de canto e imitación Yo soy, junto a Mauri Stern, Katia Palma y Maricarmen Marín. Participó también en la trigésima temporada durante los primeros programas, donde fue reemplazado por Ángel López.
A inicios de julio de 2021, es anunciada su participación como entrenador en La voz Senior, junto a Daniela Darcourt, los hermanos Lucía y Joaquín Galán de Pimpinela, y Eva Ayllón.
En agosto de 2021, lanza su documental biográfico Más de mí para Movistar Play, el cual cuenta con la participación de Jean Rodríguez, Issac Delgado, Haila Mompie, Cimafunk, Alexander Abreu, Obie Bermúdez, Gian Marco, Ángel López, Debi Nova, Ronald Borjas, Richard Bona, entre otros.
En 2024, Tony y su madre Mimi liberaron el álbum en vivo que ganó el premio como mejor álbum tropical en los premios Grammy.

## Discografía
Álbumes de estudio
- 2007: El color del tambor
- 2019: Más de mí
- 2020: Mestizo
- 2020: Raíces Jazz Orchestra

Álbumes recopilatorios
- 2010: Live at the Wertheim Performing Arts Center CD/DVD
- 2012: De one (Live Sessions), vol. 1
- 2015: Unity: The Latin Tribute to Michael Jackson
- 2016: Unity: The Latin Tribute to Michael Jackson (Live Concer Special)
- 2021: Live in Peru
- 2023: Mimy y Tony

## Premios y nominaciones
| Año  | Premiación                             | Categoría                   | Trabajo nominado                                                     | Resultado | Refs.         |
| ---- | -------------------------------------- | --------------------------- | -------------------------------------------------------------------- | --------- | ------------- |
| 2018 | Premios Grammy Latinos                 | Mejor canción tropical      | «Me enamoro más de ti»                                               | Nominado  | [ 29 ]        |
| 2019 | Premios Grammy Latinos                 | Productor del año           | Él mismo                                                             | Ganador   | [ 20 ] [ 21 ] |
| 2019 | Premios Grammy Latinos                 | Mejor álbum de salsa        | Más de mí (álbum)                                                    | Ganador   | [ 20 ] [ 21 ] |
| 2019 | Premios Grammy Latinos                 | Álbum del año               | Más de mí (álbum)                                                    | Nominado  | [ 20 ] [ 21 ] |
| 2019 | Premios Grammy Latinos                 | Mejor canción tropical      | «Más de mí» (canción)                                                | Nominado  | [ 20 ] [ 21 ] |
| 2019 | Premios Luces de El Comercio           | Mejor disco del año         | Más de mí (álbum)                                                    | Ganador   | [ 31 ]        |
| 2019 | Premios Luces de El Comercio           | Hit del año                 | «El ritmo de mi corazón» (de Grupo 5 con Succar y Gian Marco)        | Nominado  | [ 32 ]        |
| 2021 | Panamanian International Film Festival | Feature Film Audience Award | Más de mí (documental)                                               | Ganador   | [ 33 ] [ 34 ] |
| 2021 | Cannes World Film Festival             | Best Documentary Feature    | Más de mí (documental)                                               | Ganador   | [ 35 ] [ 36 ] |
| 2021 | Premios CP                             | Mejor artista nacional      | Él mismo                                                             | Ganador   | [ 37 ]        |
| 2021 | Premios Radiomar                       | La caliente del año         | «¿Y ahora qué hacemos?» (junto a You Salsa)                          | Nominado  | [ 38 ] [ 39 ] |
| 2021 | Premios Luces de El Comercio           | Disco del año               | Live in Peru                                                         | Ganador   | [ 40 ] [ 41 ] |
| 2021 | Premios Luces de El Comercio           | Hit del año                 | «Arriba Perú» (junto a Daniela Darcourt, Eva Ayllón y Renata Flores) | Nominado  | [ 40 ] [ 41 ] |
| 2022 | Premios Grammy                         | Mejor álbum latino tropical | Live in Peru                                                         | Nominado  | [ 42 ] [ 43 ] |
| 2024 | Premios Grammy                         | Mejor álbum latino tropical | Mimy & Tony                                                          | Nominado  | [ 44 ]        |
| 2025 | Premios Grammy                         | Mejor álbum latino tropical | Alma, corazón y salsa (Live at Gran Teatro Nacional)                 | Ganador   | [ 45 ]        |